# Антоан дьо Сент-Екзюпери
Вижте пояснителната страница за други личности с името Антоан дьо Сент-Екзюпери.
Антоан дьо Сент-Екзюпери (на френски: Antoine Marie Jean-Baptiste Roger, comte de Saint-Exupéry) е френски поет, писател, журналист и авиатор-пионер, известен най-вече с философско-поетичния разказ „Малкият принц“ и книгите си „Нощен полет“, „Земя на хората“, „Боен пилот“, „Южна поща“ и „Писмо до един заложник“.
Роден е в аристократично семейство, но рано губи баща си и семейството изпитва затруднения. Преди Втората световна война Сент-Екзюпери е пилот в гражданската авиация и лети по маршрути в Европа, Африка и Южна Америка. Със започването на войната постъпва във военновъздушните сили на френската армия, като извършва разузнавателни полети до сключването на Компиенското примирие през 1940. Демобилизиран е и емигрира в САЩ, където агитира за встъпване на САЩ във войната срещу нацистка Германия. Прекарва в Америка 28 месеца и по това време написва най-известните си произведения. След това отново постъпва във френската авиация в Северна Африка въпреки напредналата си за пилот възраст и влошаващото се здраве. На 31 юли 1944 г. по време на разузнавателна мисия излита от Сардиния и изчезва някъде над Средиземно море. Не е изяснена причината за неговата гибел, въпреки че през 2000 г. близо до брега при Марсилия са открити останките от самолета му.
Преди войната Сент-Екзюпери се прославя като летец, но след нея литературните му творби му носят световна слава и той става френски национален герой, като Малкият принц е преведен на 300 езика. Родният му град Лион назовава на негово име основното си летище, както и съседната гара на високоскоростните влакове TGV.

## Биография

### Ранни години
Антоан дьо Сент-Екзюпери е роден на 29 юни 1900 г. в старо френско благородническо семейство. Има три сестри и по-малък брат Франсоа. Баща му умира от мозъчен кръвоизлив през 1904 г. и семейството изпада във финансово затруднение. По-голяма част от младостта си Антоан прекарва при леля си по майчина линия, обитавайки последователно Лион и замъка Сен Морис дьо Реман (на френски: Château de Saint-Maurice-de-Rémens) в Ен. Брат му Франсоа умира на 15 години от усложнения от ревматизъм и 17-годишният Антоан остава единственият мъж в семейството.
Близо до замъка той открива другата голяма страст на живота си – авиацията: често отива с колело до близкия аеродрум при Амберийо, разпитва механиците за функционирането на машините и през юли 1912 г. убеждава Габриел Вроблевски-Салвез да го вземе на полет с конструиран лично от него самолет. „Кръщението“ му във въздуха го очарова и написва възторжени стихове за авиацията.
След като на два пъти не успява да постъпи в Морската академия, Антоан се записва да следва архитектура в École des Beaux-Arts, но след 15 месеца се отказва и започва да работи на случайни места. През 1921 г. постъпва на военна служба като редови войник в кавалерийски полк (2e Régiment de chasseurs à cheval) и е изпратен близо до Страсбург. Там взема частни уроци по летене и на следващата година се прехвърля във военно-въздушните сили. Получава квалификацията си като пилот през 1921 г. в 37 авиополк в Казабланка, Мароко. След това е преместен в Бурже, където претърпява първата от множество авиационни катастрофи и получава много увреждания. По настояване на родителите на годеницата си, бъдещата писателка Луиза де Вилморен, се отказва от летенето и приема да работи като чиновник няколко години. Годежът се разпада и през 1926 г. Антоан започва да лети отново. Той става един от пионерите на международната въздушна поща в дните, когато самолетите са снабдени с много малко авиоуреди. По-късно се оплаква, че с усъвършенствуването на самолетите пилотът заприличвал на счетоводител.

### Пилот и писател през 20-те и 30-те години
След краткото си присъствие във военната авиация започва да лети в гражданската авиация. През 1925 г. Дидие Дора му поверява един „Бреге-14“ по линията Тулуза – Казабланка. Малко по-късно Екзюпери е прехвърлен по маршрута Казабланка – Дакар за компанията Aéropostale. Става началник на авиобазата Кап Жюби (Tarfaya) в испанската зона на Южно Мароко, в пустинята Сахара – труден пост, атакуван едновременно от злонамереността на испанската власт в Рио де Оре и враждебността на мавританските племена, които враждуват едно с друго. През 16-те месеца, прекарани в Кап Жюби, Екзюпери 14 пъти оказва съдействие при много деликатни обстоятелства на екипажи, кацнали с повредени самолети в пустинята. За това на 7 април 1930 г. получава орден на Почетния легион. Написва първата си книга, „Южна поща“ (1929 г.).
В периода 1929 – 1931 г. Сент-Екзюпери е командирован в Аржентина, където е назначен за директор на пощенската авиолиния Aeroposta Argentina. Живее в Буенос Айрес, но пътува из страната със задача да осигури функционирането на линиите до Сантяго де Чили, Асунсион и Рио де Жанейро и да отвори нова линия към Великия юг, от Буенос Айрес до Пунта Аренас, най-южната точка на Патагония. В Южна Америка преговаря с компании и дори от време на време участва в доставката на пощата или в мисии по търсене на катастрофирали летци. От Аржентина се връща в Париж през февруари 1931 г. с ръкописа на „Нощен полет“ (1931 г., награда „Фемина“). Този му период е тема на френско-американския филм „Wings of Courage“ от 1995 г. с режисьор Жан-Жак Ано.
В Аржентина се запознава с 26-годишната вдовица Консуело Сунсин Consuelo Suncin, за която се жени след завръщането им във Франция.
През 30-те години работи като пилот-изпитател, но и пише статии за Paris-Soir, Air France revue, Le Minotaure, Paris-Soir, L’Intransigeant 
През април 1935 г. вестник Paris-Soir изпраща Сент-Екзюпери в СССР. Неговият престой съвпада с този на Пиер Лавал, дошъл да сключи френско-съветски пакт за взаимопомощ със Сталин. Сент-Екзюпери диктува своите текстове по телефона и те веднага се изпращат в печатницата. Описанието на прекосяването на Полша с влак, на церемониите за Първи май и на катастрофата на флагмана на съветската авиация „Максим Горки“, свидетелства за политическата, икономическата и социалната ситуация в СССР.
През август 1936 година отива като кореспондент в Барселона, в разгара на гражданската война в Испания. Живее сред каталонските анархисти, но заедно с представител на Френската социалистическа партия спасява от разстрел католически монаси. Написва поредица от статии L'Espagne ensanglantée, публикувани от 12 до 19 август 1936 г. През април 1937 г. отива отново, за вестник Paris-Soir, този път в Мадрид, който устоява на атаката на националистическите войски.
През 30-те години той подава 11 заявки за изобретения, свързани с авиацията, и дори получава предложение за научна работа, но отказва.

### Катастрофи
Първата му сериозна катастрофа със самолет е през 1923 г. в Бурже. На 1 май 1923 той качва свой колега, втори лейтенант Ришо, за развлекателен полет на Hanriot HD-14, за който няма пилотски лиценз. При излитането самолетът се завърта и се разбива в земята. Пътникът е със счупен череп, Сент-Екзюпери с множество контузии. Разследването установява, че инцидентът се дължи на пилотски грешки. Когато напуска болницата, му забраняват да лети и е уволнен от военна служба.
Най-известна е катастрофата му в пустинята. През 1935 г. Министерството на авиацията обявява награда от 150 хиляди франка за подобряване на скоростния рекорд (98 ч 52 мин) по разстоянието Париж-Сайгон. Сент-Екзюпери купува един самолет Caudron Simoun C630 и се включва в надпреварата с механик-навигатор Андре Прево. На 30 декември 1935 през нощта, след 19 ч 44 мин прекарани във въздуха, самолетът им катастрофира в Либийската пустиня  Смята се, че точното място е в близост до делтата на Нил.
Двамата пилоти оцеляват по чудо, но имат твърде малко водни запаси и храна. Картите им са примитивни и неясни и те нямат никаква представа къде се намират. Вървят из пустинята без посока в продължение на три дни, силно дехидратирани, виждащи миражи, докато случайно не срещат бедуини. Посрещнати са в Париж като национални герои. Тази близка среща със смъртта е в основата на репортаж за списание L’Intransigeant, а най-хубавите страници фигурират и в неговата книга Земя на хората, 1939, спечелила няколко награди. Началото на Малкият принц е също частична препратка към това преживяване.
Въпреки този неуспех Сент-Екзюпери не се отказва от участия в състезания. През 1938 г. отново заедно с Прево се опитват да прелетят разстоянието Ню Йорк – Огнена земя с нов самолет модел Simoun C635, но при зареждане с гориво в Гватемала самолетът им бива претоварен, не успява да излети и катастрофира, като и двамата получават множество фрактури.

### Втората световна война
След обявяването на война от Франция на Германия на 3 септември 1939 г. Антоан дьо Сент-Екзюпери е мобилизиран. Назначен е в бомбардировъчен отряд и трябва да премине курсове за обучение в базата Тулуза-Франказал, но това не му харесва. Започват непрестанни опити да се върне като действащ пилот във военната авиация. В края на ноември, въпреки 39-те си години и здравословното си състояние, той най-накрая получава назначение в разузнавателна авиогрупа 2/33. Между март и юни 1940 г. изпълнява разузнаване, но положението му като пилот е несигурно поради напредналата му възраст и грешките, които допуска с новите за него самолети. На 10 май 1940 г. германските войски нападат Белгия. Отрядът на Сент-Екзюпери извършва многократни разузнавателни мисии над Арас, Амиен, Перон, Соасон, Шато-Тиери от Льо Бурже (17 – 21 май 1940 г.), след това от Орли (21 май 1940 г.) и накрая от Нангис (3 – 10 юни 1940 г.). Военният му опит е отразен в книгата му Боен пилот (1943). В средата на юни 1940 г. ескадрилата отлита към Северна Африка. Сент-Екзюпери пилотира един „Фарман“ през Перпинян до Оран (Алжир). Продължава към Мерс ел Кебир, където се оказва на 3 юли 1940 г., когато британският флот разгромява френския флот. Демобилизиран е на 4 август 1940 г., след Компиенското примирие и се завръща във Франция, но скоро след това емигрира.

### САЩ и Канада
Между 28 ноември и 20 декември 1940 г. Сент-Екзюпери е в Ещорил, Португалия и описва впечатленията си в Писмо до един заложник (Lettre à un Otage). Пристига в Ню Йорк в последния ден на 1940, с твърдото намерение да убеди американското правителство бързо да се включи във войната с нацистка Германия. На 14 януари 1941 в хотел „Астор“ на тържествено събитие с около 1 500 присъстващи му е връчена Националната книжна премия (National Book Award) за Земя на хората (Wind, Sand and Stars), присъдена му година по-рано, докато той участва във войната . Консуело пристига в Ню Йорк няколко месеца по-късно . В периода януари 1941 – април 1943 семейство Сент-Екзюпери живее в луксозни апартаменти на няколко места в Ню Йорк .
Именно след пристигането си в САЩ Сент-Екзюпери възприема изписването на фамилията си с тире, тъй като американците го наричат просто „г-н Екзюпери“. По време на пребиваването си пише Боен пилот и Писмо до един заложник, посветена на 40 милиона французи, живеещи в окупация. Пише и множество есета в подкрепа на Франция. През лятото на 1941 г. посещава Лос Анджелис и Холивуд по покана на Жан Реноар, за да обсъдят филмирането на Земя на хората. Разболява се и прекарва известно време в болница, но принудителната почивка му дава възможност да довърши Боен пилот, чието издаване е посрещнато с възторг, и да се срещне с известни личности в Холивуд. През пролетта на 1942 г. семейство Сент-Екзюпери отива за няколко седмици и в Квебек, Канада, където живее в дома на философа Шарл де Конинк (Charles De Koninck). Неговият 8-годишен син Томас има руса къдрава коса и е много любопитен, което кара някои да предполагат, че е послужил за прототип на момчето в Малкият принц, но самият Томас в спомените си отрича това.
След завръщането им от Канада френската съпруга на един от неговите издатели му предлага да напише детска книга в конкуренция с нашумялата нова версия на Мери Попинс от Памела Травърз. Така през втората половина на 1942 година Сент-Екзюпери написва и илюстрира Малкият принц в Ню Йорк, като ръкописът е готов през октомври. Публикуван е след няколко месеца на английски и на френски в САЩ, а във Франция е публикуван през април 1946 г., след смъртта на писателя и освобождението на Франция, тъй като режимът на Виши забранява творбите му.
Когато неговата авиогрупа е дислоцирана в Алжир през 1943 г., Екзюпери напуска САЩ през април 1943 г. с американски конвой  с намерението отново да се включи във войната.

### Завръщане в бойната авиация и гибел
Вече на 43 години, той е значително по-стар от останалите и надвишава с 8 години допустимата възраст за военен пилот. При движенията си има болки поради предишните си катастрофи и дори не е в състояние да облече сам гащеризона си. Въпреки това обаче неуморно се моли за изключение и накрая го получава от генерал Айзенхауер, дори става командир на група пилоти от предишната си авиогрупа, сега преименувана Groupe de reconnaissance 2/33 "Savoie".. Летят на самолети „Лайтнинг“ Р-38, описвани като много тежки и неповратливи. Те са значително по-сложни от моделите, на които е летял преди и затова са му необходими седем седмици обучение. На 21 юли 1943 година той извършва първия си полет над окупирана Франция. На втората му мисия обаче моторът отказва и самолетът му се разбива, а той е отстранен от полети за 8 месеца. Връща се на активна служба след личната намеса на генерал Айра Ийкър (Ira C. Eaker).
След като възобновява полетите си, Сент-Екзюпери се връща и към навика си да чете и да пише в разграфен карнет по време на дългите самотни полети. Някои от философските му размишления са написани именно когато наблюдава света отвисоко. Изучава литературни творби дори докато механиците загряват мотора на самолета му преди полет и има случай, когато кръжи над летището около час преди да кацне, за да може да довърши каквото чете.
След като излита за разузнавателен полет на 31 юли 1944 г. от Сардиния към френската Ривиера, самолетът на Антоан дьо Сент-Екзюпери не се завръща в базата си.
Продължават споровете за мястото на гибелта му. Версиите са три. Според първата „Лайтнингът“ на Екзюпери е свален над морето от немски изтребители. Втората съдържа подозрението, че някой е предизвикал катастрофата. Третата версия твърди, че Екзюпери е загубил съзнание над морето от старите си рани, а не е изключено и сам да е посегнал на живота си.
През 1992 г. предполагаемото място на морското дъно е претърсено, но водолазите не успяват да открият останки от самолета на знаменития френски писател. През април 2004 г. останките от „Лайтнинга“ на Екзюпери са намерени от водолази в Средиземно море край Марсилия шест десетилетия след като на 31 юли 1944 г. неговият самолет изчезва безследно.
Сент-Екзюпери, както го наричат, е над асовете от всички войни. Френският авиационен историк Рене Шамт пише за него:
| „ | „Него даже не можаха да го намерят след смъртта му“ | “ |

| „         | „Той е от тези хора, на които би било тясно в гроба. Затова им е завещано да се разтворят в необятността на небето, земята, океана...“ | “ |
| Рене Шамт | |   |

## Личен живот
През 1931 г. Антоан сключва брак с Консуело Сунсин Сандовал, един път разведена и един път вдовица родом от Салвадор, която пише и рисува и притежава дух на бохем и „език на усойница“. Бракът е бурен, с изневери и от двете страни. Антоан дьо Сент-Екзюпери е омагьосан от тази миньонка, тя е негова муза, но и източник на много тревоги и гняв. Въпреки това в честите си пътувания той има много любовни афери, като най-забележителната е с французойката Hélène de Vogüé (1908 – 2003), наричана „Нели“ или „Madame de B.“ в неговите биографии.

## Творчество
Неговите романи, без да са напълно автобиографични, са вдъхновени от жизнения му път на пилот. Първата новела на Сент-Екзюпери Авиаторът (L'Aviateur), е публикувана през 1926 в литературното списание с кратък живот Le Navire d'Argent (Сребърният кораб). През 1929 г. излиза първата му книга Южна поща (Courrier Sud) и започва кариерата му на писател-авиатор.
Издаването на Нощен полет) (Vol de nuit) през 1931 г. го прави изгряваща литературна звезда. Книгата му отразява годините му в Южна Америка, получава широко признание и удостоена с наградата „Фемина“.
Най-значителният му литературен успех е философско-поетичната приказка „Малкият принц“ (1943) – разказ с изключителна хуманност, която и в наши дни не е изгубила своята актуалност. През 2017 г. е обявена за най-превежданата книга извън религиозните, преведена на 300 езика